# Chrysosoma compressipes
Chrysosoma compressipes är en tvåvingeart som beskrevs av Octave Parent 1939. Chrysosoma compressipes ingår i släktet Chrysosoma och familjen styltflugor. Inga underarter finns listade i Catalogue of Life.